# کوت رام‌چند
کوت رام‌چند (به انگلیسی: Kot Ram Chand) یک روستا در پاکستان است که در پنجاب واقع شده‌است.